# Antipaluria urichi
Antipaluria urichi is een insectensoort uit de familie Clothodidae, die tot de orde webspinners (Embioptera) behoort. Antipaluria urichi is voor het eerst wetenschappelijk beschreven door Saussure in 1896.

## Verspreiding en leefgebied
Deze soort komt voor in Trinidad en Tobago.